# Giro d'Italia 1921
Il Giro d'Italia 1921, nona edizione della "Corsa Rosa", si svolse in 10 tappe dal 25 maggio al 12 giugno 1921, per un percorso totale di 3107,5 km. Fu vinto dall'italiano Giovanni Brunero. Su 69 partenti, arrivarono al traguardo finale 27 corridori.
La prima parte del Giro fu dominata da Costante Girardengo che vinse le prime quattro tappe ma durante la quinta, 264 km da Chieti a Napoli, in seguito a uno scontro con un altro ciclista, cadde, si ferì e distrusse la bicicletta, subendo anche l'attacco degli avversari intenzionati a distaccarlo il più possibile. Tornato comunque in sella, patì le ferite riportate lungo le ascese dell'altopiano delle Cinquemiglia. Stremato, si fermò sulla vetta dell'altopiano, tracciò una croce nello sterrato della strada e, prima di ritirarsi, disse: "Girardengo si ferma qui". Gaetano Belloni passò al comando della classifica generale, ma al termine della settima tappa fu scalzato da Giovanni Brunero che mantenne la testa della classifica fino al termine della corsa.
Per la prima volta il Giro affrontò la salita del Ghisallo.

## Tappe
| Tappa  | Data      | Percorso          | km      | Vincitore di tappa  | Leader cl. generale |
| ------ | --------- | ----------------- | ------- | ------------------- | ------------------- |
| 1ª     | 25 maggio | Milano > Merano   | 333,9   | Costante Girardengo | Costante Girardengo |
| 2ª     | 27 maggio | Merano > Bologna  | 348,8   | Costante Girardengo | Costante Girardengo |
| 3ª     | 29 maggio | Bologna > Perugia | 321,2   | Costante Girardengo | Costante Girardengo |
| 4ª     | 31 maggio | Perugia > Chieti  | 328,7   | Costante Girardengo | Costante Girardengo |
| 5ª     | 2 giugno  | Chieti > Napoli   | 264,8   | Gaetano Belloni     | Gaetano Belloni     |
| 6ª     | 4 giugno  | Napoli > Roma     | 299,6   | Luigi Annoni        | Gaetano Belloni     |
| 7ª     | 6 giugno  | Roma > Livorno    | 341,4   | Giovanni Brunero    | Giovanni Brunero    |
| 8ª     | 8 giugno  | Livorno > Parma   | 242,8   | Luigi Annoni        | Giovanni Brunero    |
| 9ª     | 10 giugno | Parma > Torino    | 320,4   | Gaetano Belloni     | Giovanni Brunero    |
| 10ª    | 12 giugno | Torino > Milano   | 305,9   | Gaetano Belloni     | Giovanni Brunero    |
| Totale | Totale    | Totale            | 3 107,5 |                     |                     |

## Dettagli delle tappe

### 1ª tappa
- 25 maggio: Milano > Merano – 333,9 km

Risultati
| Pos. | Corridore           | Squadra | Tempo     |
| ---- | ------------------- | ------- | --------- |
| 1    | Costante Girardengo | Stucchi | 12h56'22" |
| 2    | Gaetano Belloni     | Bianchi | s.t.      |
| 3    | Alfredo Sivocci     | Legnano | s.t.      |

### 2ª tappa
- 27 maggio: Merano > Bologna – 321,2 km

Risultati
| Pos. | Corridore           | Squadra | Tempo     |
| ---- | ------------------- | ------- | --------- |
| 1    | Costante Girardengo | Stucchi | 12h18'09" |
| 2    | Gaetano Belloni     | Bianchi | s.t.      |
| 3    | Giuseppe Azzini     | Stucchi | s.t.      |

### 3ª tappa
- 29 maggio: Bologna > Perugia – 321,2 km

Risultati
| Pos. | Corridore           | Squadra | Tempo     |
| ---- | ------------------- | ------- | --------- |
| 1    | Costante Girardengo | Stucchi | 12h15'27" |
| 2    | Gaetano Belloni     | Bianchi | s.t.      |
| 3    | Luigi Lucotti       | Ancora  | s.t.      |

### 4ª tappa
- 31 maggio: Perugia > Chieti – 328,7 km

Risultati
| Pos. | Corridore           | Squadra | Tempo     |
| ---- | ------------------- | ------- | --------- |
| 1    | Costante Girardengo | Stucchi | 13h03'36" |
| 2    | Gaetano Belloni     | Bianchi | s.t.      |
| 3    | Giovanni Brunero    | Legnano | s.t.      |

### 5ª tappa
- 2 giugno: Chieti > Napoli – 264,8 km

Risultati
| Pos. | Corridore        | Squadra | Tempo     |
| ---- | ---------------- | ------- | --------- |
| 1    | Gaetano Belloni  | Bianchi | 10h18'12" |
| 2    | Giovanni Brunero | Legnano | s.t.      |
| 3    | Bartolomeo Aymo  | Legnano | s.t.      |

### 6ª tappa
- 4 giugno: Napoli > Roma – 299,6 km

Risultati
| Pos. | Corridore        | Squadra | Tempo     |
| ---- | ---------------- | ------- | --------- |
| 1    | Luigi Annoni     | Stucchi | 10h25'42" |
| 2    | Giovanni Brunero | Legnano | a 1"      |
| 3    | Angelo Gremo     | Bianchi | a 8"      |

### 7ª tappa
- 6 giugno: Roma > Livorno – 341,4 km

Risultati
| Pos. | Corridore        | Squadra | Tempo     |
| ---- | ---------------- | ------- | --------- |
| 1    | Giovanni Brunero | Legnano | 15h03'59" |
| 2    | Alfredo Sivocci  | Legnano | a 2'01"   |
| 3    | Gaetano Belloni  | Bianchi | s.t.      |

### 8ª tappa
- 8 giugno: Livorno > Parma – 242,8 km

Risultati
| Pos. | Corridore        | Squadra | Tempo    |
| ---- | ---------------- | ------- | -------- |
| 1    | Luigi Annoni     | Stucchi | 9h43'40" |
| 2    | Gaetano Belloni  | Bianchi | s.t.     |
| 3    | Giovanni Brunero | Legnano | s.t.     |

### 9ª tappa
- 10 giugno: Parma > Torino – 320,4 km

Risultati
| Pos. | Corridore        | Squadra | Tempo     |
| ---- | ---------------- | ------- | --------- |
| 1    | Gaetano Belloni  | Bianchi | 12h15'34" |
| 2    | Marcel Buysse    | Bianchi | a 11"     |
| 3    | Giovanni Brunero | Legnano | s.t.      |

### 10ª tappa
- 12 giugno: Torino > Milano – 305,9 km

Risultati
| Pos. | Corridore        | Squadra | Tempo     |
| ---- | ---------------- | ------- | --------- |
| 1    | Gaetano Belloni  | Bianchi | 12h34'24" |
| 2    | Giovanni Brunero | Legnano | s.t.      |
| 3    | Luigi Annoni     | Stucchi | a 1'45"   |

## Classifiche finali

### Classifica generale
| Pos. | Corridore           | Squadra | Tempo      |
| ---- | ------------------- | ------- | ---------- |
| 1    | Giovanni Brunero    | Legnano | 120h24'39" |
| 2    | Gaetano Belloni     | Bianchi | a 41"      |
| 3    | Bartolomeo Aymo     | Legnano | a 19'47"   |
| 4    | Lucien Buysse       | Bianchi | a 39'00"   |
| 5    | Angelo Gremo        | Bianchi | a 47'28"   |
| 6    | Federico Gay        | Bianchi | a 59'33"   |
| 7    | Alfredo Sivocci     | Legnano | a 1h24'27" |
| 8    | Clemente Canepari   | Legnano | a 2h24'08" |
| 9    | Giovanni Rossignoli | Bianchi | a 2h24'25" |
| 10   | Luigi Annoni        | Stucchi | a 2h36'57" |